# Sender Suhl-Erleshügel

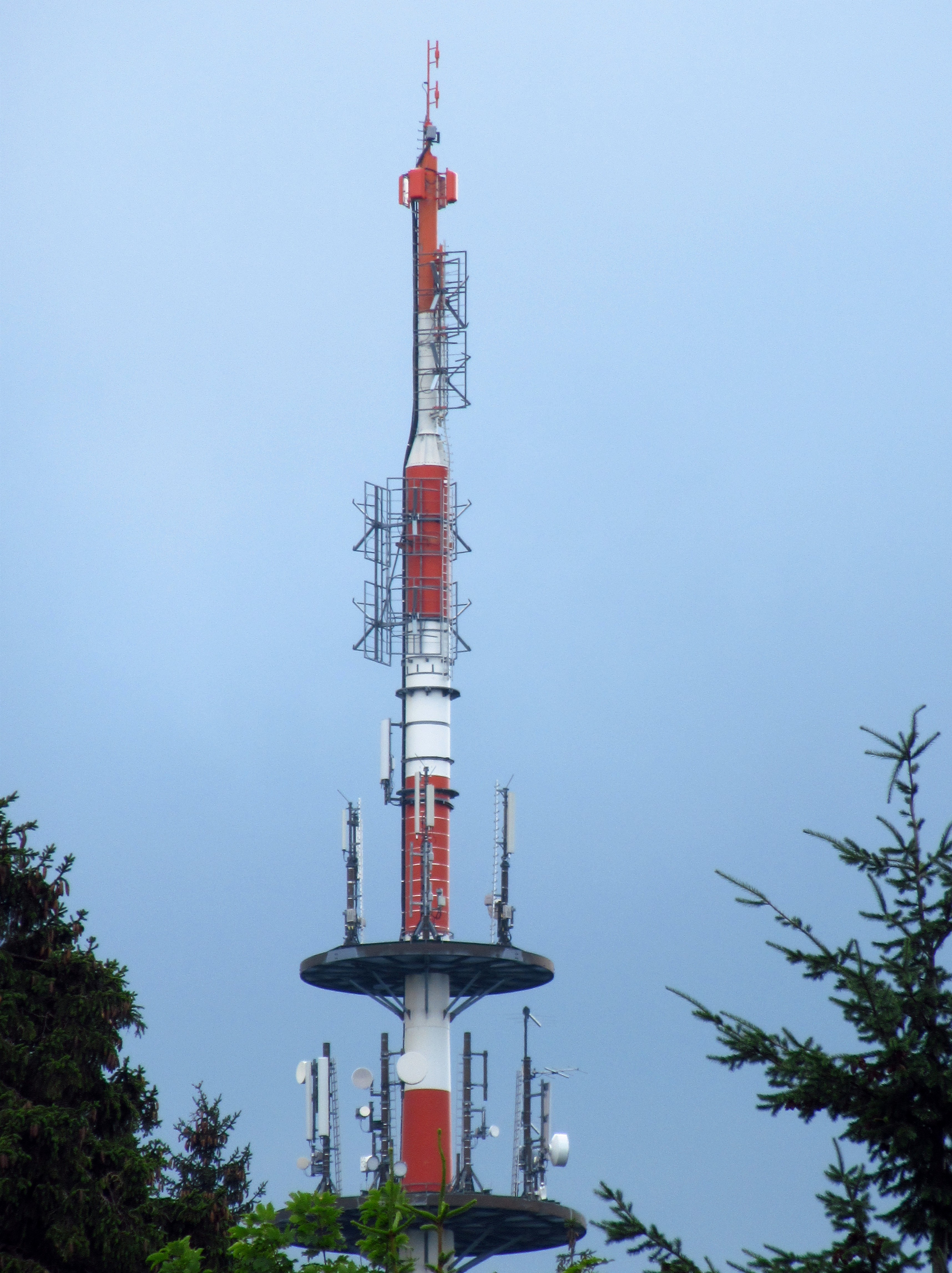
Sender Suhl Erleshügel von Parkplatz Rimbachbrunnen

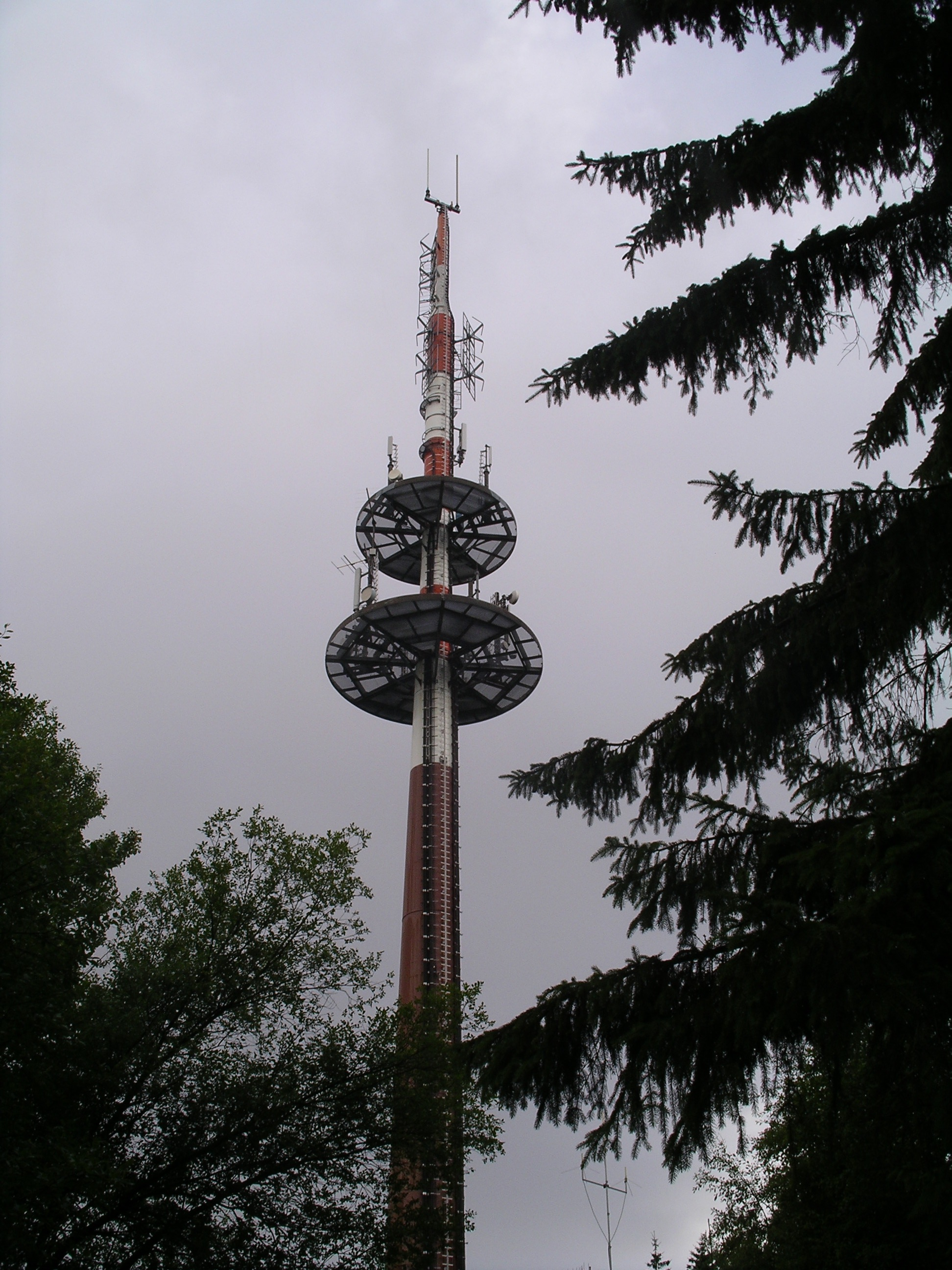
Sendeturm mit alter DAB Antenne

Der Sender Suhl-Erleshügel ist eine Sendeanlage der Deutschen Funkturm auf dem 839 Meter hohen Großen Erleshügel östlich von Suhl in Thüringen. Er wurde 1994 erbaut und ersetzte eine Anlage auf dem Ringberghaus. Als Antennenträger dient ein freistehender Stahlturm.
Vom Sender werden einige abgeschattete Gebiete des Thüringer Waldes versorgt.
Im November 2024 entschied das Verwaltungsgericht Meiningen, dass der Sender Suhl-Erleshügel gekürzt werden muss, da die Baugenehmigung aus dem Jahr 1992 sich nur auf einen 59 Meter hohen Mast bezieht, der Mast aber kurz nach Fertigstellung im Jahr 1993 ohne Genehmigung um weitere 10 Meter aufgestockt wurde. Geklagt hatte der Landkreis Hildburghausen, der in dem Mast eine Gefahr für den Flugbetrieb des Flugplatzes Suhl-Goldlauter sieht. Aus diesem Grund ist der Sendebetrieb von drei MDR-Radioprogrammen am 23. Juni 2025 eingestellt worden.

## Frequenzen und Programme

### Analoger Hörfunk (UKW)
| Frequenz (MHz) | Programm              | RDS PS            | RDS PI                | Regionalisierung | ERP (kW) | Antennendiagramm rund (ND), gerichtet (D) | Polarisation horizontal (H)/vertikal (V) |
| -------------- | --------------------- | ----------------- | --------------------- | ---------------- | -------- | ----------------------------------------- | ---------------------------------------- |
| 88,6           | Landeswelle Thüringen | LANDESW.          | D7F9 (regional), D3F9 | Suhl             | 1        | D (190–160°)                              | H                                        |
| 89,8           | MDR Kultur            | __MDR___ _KULTUR_ | D3C3                  | –                | 0,2      | ND                                        | H                                        |
| 91,1           | MDR Jump              | MDR_JUMP          | D3C2                  | –                | 0,1      | ND                                        | H                                        |
| 93,7           | MDR Thüringen         | MDR_THUE          | D6F1                  | Suhl             | 1        | D (280–250°)                              | H                                        |
| 97,5           | MDR Aktuell           | __MDR___ AKTUELL_ | D3D5                  | –                | 5        | D (230–140°)                              | H                                        |
| 98,8           | Deutschlandfunk       | __Dlf___          | D210                  | –                | 0,1      | D (140–100°)                              | H                                        |
| 101,3          | Radio Top 40          | *TOP_40*          | DAFA                  | -                | 1,3      | D (200-340°)                              | H                                        |

### Digitales Radio (DAB)
Vom 4. Januar 2010 bis 11. Dezember 2014 lief DAB in Thüringen als Insellösung (DAB-Kanal 12B). Dadurch wurden einige Senderstandorte abgeschaltet. Am 1. August 2011 wurden weitere MDR Hörfunkprogramme auf das Ensemble aufgeschaltet.

Im Zuge der Restrukturierung auf eine einheitliche Frequenz für Thüringen, im Dezember 2014, wurde der DAB Block 12B auf den Block 8B gewechselt.

DAB wird in vertikaler Polarisation und im Gleichwellenbetrieb mit anderen Sendern ausgestrahlt.
| Block                    | Programme (Datendienste) | ERP (kW)    | Antennen- diagramm rund (ND), gerichtet (D) | Polarisation horizontal (H)/ vertikal (V) | Gleichwellennetz (SFN) |
| ------------------------ | --- | ----------- | ------------------------------------------- | ----------------------------------------- | --- |
| 8B Thueringen (D__00229) | DAB+ Block des MDR: - MDR Jump (88 kbps) - MDR Kultur (88 kbps) - MDR Tweens (80 kbps) - MDR Sputnik (88 kbps) - MDR Aktuell (72 kbps) - MDR Klassik (112 kbps) - MDR Schlagerwelt (TH) (88 kbps) - MDR Thüringen Mitte-West (Erfurt) (88 kbps) - MDR Thüringen Ost (Gera) (88 kbps) - MDR Thüringen Süd (Suhl) (88 kbps) - MDR Thüringen Nord (Heiligenstadt) (88 kbps) - MDR TPEG (16 kbps) - MDR EPG (16 kbps) | 1 (plan 10) | ND                                          | V                                         | Altenburg, Bleßberg (Sonneberg), Dingelstädt, Erfurt (Funkhaus), Gera (Langenberg), Hoher Meißner, Inselsberg, Jena (Oßmaritz), Kreuzberg, Kulpenberg, Lobenstein (Sieglitzberg), Reichenbach (Netzschkau), Saalfeld (Kulm), Saalfeld (Remda), Suhl (Erleshügel), Weimar (Ettersberg) |

| \| Block \| Programme (Datendienste) \| ERP (kW) \| Antennen- diagramm rund (ND), gerichtet (D) \| Polarisation horizontal (H)/ vertikal (V) \| Gleichwellennetz (SFN) \| \| ----------------------- \| --------------------------------------------------------------------------------------------------------------------------------------------------------------------------------------------------------------------------------------------------------------------------------------------------------------------------------------------------------------------------------------------------------------------------- \| -------- \| ------------------------------------------- \| ----------------------------------------- \| ------------------------------------------------------------------------------------------------------------------------------ \| \| 12B K12 Thue (D__00015) \| - Deutschlandfunk (128 kbps) - Deutschlandradio Kultur (128 kbps) - DRadio Wissen (64 kbps, Mono) - Dokumente und Debatten (48 kbps, Mono) - MDR Jump (DAB+, 88 kbps) - MDR Figaro (DAB+, 88 kbps) - MDR Sputnik (DAB+, 88 kbps) - MDR Info (DAB+, 72 kbps) - MDR Klassik (DAB+, 96 kbps) - MDR Thüringen – Das Radio (Erfurt) (DAB+, 88 kbps) - MDR Thüringen – Das Radio (Gera) (DAB+, 88 kbps) - ERF Plus (DAB+, 72kbps) \| 0,2 \| ND \| V \| Gera-Ronneburg, Ilmenau (Kickelhahn), Sender Inselsberg, Jena (Oßmaritz-Cospoth), Lobenstein (Sieglitzberg), Suhl (Erleshügel) \| | |          |                                             |                                           | |
| Block | Programme (Datendienste) | ERP (kW) | Antennen- diagramm rund (ND), gerichtet (D) | Polarisation horizontal (H)/ vertikal (V) | Gleichwellennetz (SFN) |
| 12B K12 Thue (D__00015) | - Deutschlandfunk (128 kbps) - Deutschlandradio Kultur (128 kbps) - DRadio Wissen (64 kbps, Mono) - Dokumente und Debatten (48 kbps, Mono) - MDR Jump (DAB+, 88 kbps) - MDR Figaro (DAB+, 88 kbps) - MDR Sputnik (DAB+, 88 kbps) - MDR Info (DAB+, 72 kbps) - MDR Klassik (DAB+, 96 kbps) - MDR Thüringen – Das Radio (Erfurt) (DAB+, 88 kbps) - MDR Thüringen – Das Radio (Gera) (DAB+, 88 kbps) - ERF Plus (DAB+, 72kbps) | 0,2      | ND                                          | V                                         | Gera-Ronneburg, Ilmenau (Kickelhahn), Sender Inselsberg, Jena (Oßmaritz-Cospoth), Lobenstein (Sieglitzberg), Suhl (Erleshügel) |